# Derecho du corridor Québec-Windsor
Le derecho du corridor Québec-Windsor est une ligne de grain orageuse particulièrement intense qui a traversé le sud de l'Ontario et du Québec, au Canada, le long du corridor Québec-Windsor dans la journée du 21 mai 2022. Les orages se sont formés en matinée entre le sud du lac Michigan et la ville de Sarnia (Ontario). Ils ont pris la forme d'une ligne d'orages violents qui a continué sa progression vers l'est en passant sur les régions de London, du Grand Toronto, d'Ottawa, de l'Outaouais, des Laurentides, de Lanaudière, de la Mauricie jusqu'à Québec. La tempête a causé d'importants dégâts, des pannes de courants majeures affectant plus de 900 000 clients et un bilan de 10 décès alors que les vents horizontaux ont atteint de 100 à 144 km/h, possiblement 190 km/h localement. Au moins 3 tornades, dont une d'intensité EF-2, ont également été signalées.
Selon une estimation publiée le 15 juin, les dégâts assurés s’élèveraient à 875 millions $CAN, soit le sixième plus couteux événement météorologique en dédommagement par les assureurs au Canada.

## Contexte

Climatologie des derechos.

Ce type de phénomène orageux est relativement rare, se produisant à chaque 4 ans ou plus à cette latitude,. Le dernier cas de derecho à avoir été recensé au Québec remonte au 4-5 juillet 1999 mais le dernier cas au Canada remonte à octobre 2020, touchant le sud de l'Ontario ainsi que les États de New York, du Massachusetts et du Connecticut.
Généralement, les derechos en Amérique du Nord se forment au milieu de l'été dans une masse d'air chaud et lourd ce qui était le cas le 21 mai. Une vague de chaleur persistante en mai aux États-Unis s'est ainsi étendue vers le sud de l'Ontario et du Québec à la mi-mai, entraînant des températures inhabituellement chaudes, plus typiques de juillet. Après un bref répit, la chaleur est revenue à partir du 19. À 11 h le 21 mai, l'aéroport international Pearson de Toronto atteignait 29,3 °C, soit trois degrés de moins que le record de cette date, avec un indice humidex de 36. De même, Ottawa-Gatineau a atteint 31,5 °C à 14 heures, soit un degré de moins que le record pour cette date, avec un humidex de 38.

## Évolution météorologique

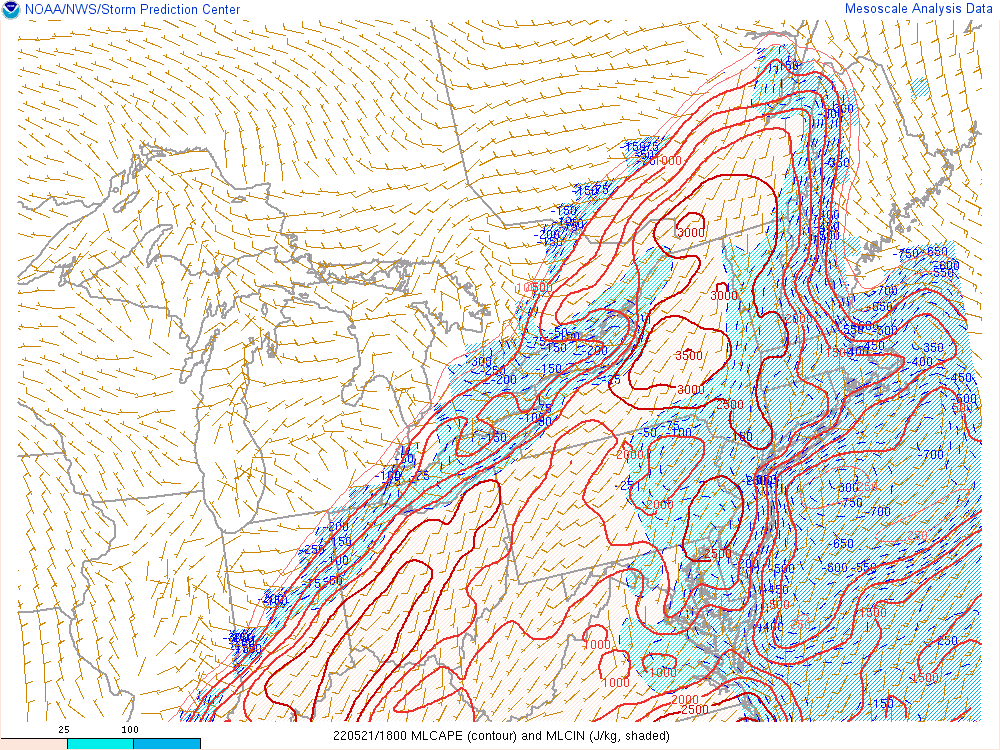
EPCD à.

Animation satellite de l'événement (cliquez).

Au matin du 21 mai, un creux frontal marqué s'étirait depuis le sud du Québec jusqu'au lac Michigan. Un complexe orageux s'est formé au sud de Chicago très tôt le matin dans l'air instable au sud du front. Arrivé au nord-est de Détroit (Michigan) tard samedi matin, c'était déjà une ligne de grain en arc intense génératrice du derecho qui s'est dirigée vers le nord-est, apportant des vents violents dans la plupart des grandes villes canadiennes de Windsor à Québec.
Des veilles météorologiques ont été envoyées par le Service météorologique du Canada dès le début la matinée en Ontario et au Québec,. Des alertes ont suivi avec le développement du système. Une alerte d'urgence pour certaines parties de l'Ontario et du Québec a même été émise dans les médias électroniques et les téléphones portables en raison de la gravité de la tempête, la première fois en dehors des cas de tornades,.
La ligne orageuse s'est déplacée vers l'est à une vitesse moyenne de 100 km/h. À 14 h 14 UTC (10 h 14 locales), la première rafale de 65 km/h a été notée à l'aéroport international de Windsor. Deux heures plus tard, la ligne passait à Waterloo, y donnant des vents de 131 km/h. Le mauvais temps est passé dans la région de Toronto vers 17 h UTC et a atteint Ottawa à 19 h 52 UTC. Les orages ont traversé ensuite au Québec et passé au nord de Montréal à 21 h UTC pour atteindre la ville de Québec vers 23 h UTC. Dans l'image à gauche, on peut voir que l'énergie disponible a atteint un pic de 3 000 J/kg à la frontière Ontario-Québec, signe de potentiel d'orages violents.
La plus forte rafale de vent observée en Ontario fut de 131 km/h à Kitchener-Waterloo. Cependant, la rafale la plus élevée signalée fut de 144 km/h au lac Memphrémagog, au Québec, avec une reformation de la ligne au sud du fleuve Saint-Laurent dans la région de l'Estrie. Une équipe d'experts en sinistres a estimé que les dégâts pouvaient même avoir été causés par des rafales descendantes allant jusqu'à 190 km/h à certains endroits dans la région d'Ottawa,.

## Conséquences

Carte du corridor Québec-Windsor affecté par le derecho.

Dix personnes en Ontario ont perdu la vie frappées par des branches d'arbres brisées. C'est une femme de 27 ans, qui se trouvait dans une roulotte écrasée près du lac Pinehurst à l’ouest d'Hamilton (Ontario) qui fut la première victime, les autres ont été rapportées à Brampton, Peterborough dans la région d'Ottawa, Port Hope et dans le Grand Toronto. Au Québec, une femme de 51 ans est morte sur la rivière des Outaouais lorsque son embarcation a chaviré, devenant la onzième victime,.
Selon une estimation publiée le 15 juin par la firme Catastrophe Indices and Quantification (CatIQ), les dégâts assurés s’élèveraient à 875 millions $CAN soit, 720 millions $CAN en Ontario et 155 millions $CAN au Québec. Cela classe le derecho au sixième rang des sinistres les plus coûteux au Canada en termes de réclamations d'assurance,.

### Rafales descendantes

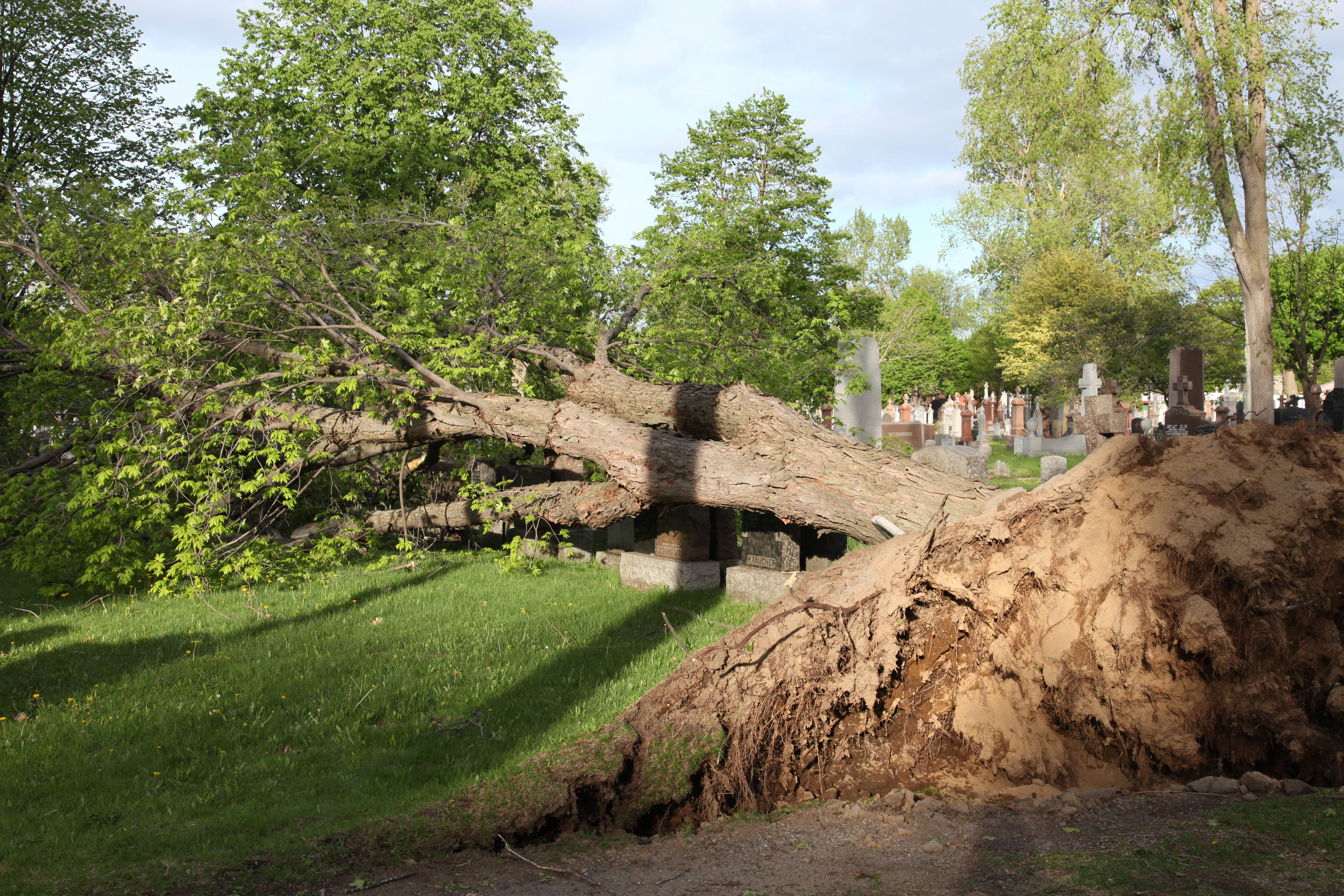
Arbres déracinés dans la ville de Québec.

Le derecho est passé le long d'un corridor qui comprend environ 15,6 millions de personnes, soit environ 41 % de la population canadienne. Les vents violents ont abattu de nombreux arbres et pylônes de transmission métalliques. Des dommages importants ont également été infligés aux maisons et autres bâtiments; certaines ont été soufflées dans des tas de débris. Les coupures de courant ont touché plus de 950 000 clients dont seulement une fraction dans les États américains bordant le Québec et l'Ontario.
Au Michigan, dans les comtés de Macomb et de Saint Clair à la frontière avec l'Ontario, le vent a cassé des arbres. En Ontario, selon Hydro One, les dommages les plus graves se sont concentrés depuis la région de Toronto jusqu'à l'est de la province. Hydro Ottawa a aussi décrit les dégâts à son réseau plus graves que ceux causés par le verglas massif de janvier 1998. Au Québec le 26 mai, la présidente d'Hydro-Québec a déclaré  que les coûts pour les dégâts à ses infrastructures seraient d'au moins de 30 millions $CAN. La région des Laurentides fut de loin celle la plus touchée, devant l'Outaouais et Lanaudière.
Dans la région de la capitale nationale, les communautés de Stittsville, Hunt Club, Navan et Sarsfield, où un clocher d'église a été renversé et des fermes ont été détruites, ont été les plus touchées du côté ontarien. L'église Saint-Fidèle de Fassett, du côté québécois, a également perdu son clocher.
Dans les secteurs les plus touchés, les pannes électriques ont duré plus d'une semaine. Les autorités ont dû ouvrir des refuges offrant des douches et des bornes de recharge, pour la durée des pannes. En raison du congé de la Journée nationale des Patriotes au Québec et du Victoria Day en Ontario du 21 au 23 mai, la plupart des écoles ont pu ouvrir normalement le mardi 24, bien que quelques-unes soient restées fermées parce qu'elles étaient toujours sans électricité. Des dizaines de bureaux de vote anticipé pour l'élections générales ontariennes de 2022 ont été perturbés par les pannes de courant et par la chute d'arbres dans les zones touchées. Certains ont dû être supprimés ou déplacés, mais tous les comtés en ont conservé au moins un.

### Tornade
En plus, des vents horizontaux générés  par le passage du derecho, une équipe d'experts a conclu qu'une tornade d'intensité EF-2 dans l'échelle de Fujita améliorée  a frappé la petite ville d'Uxbridge (Ontario) sur un corridor de 4,26 km de long par 260 mètres de large avec des rafales maximales de 195 km/h vers 17 h 15 UTC. La municipalité a déclaré l'état d'urgence en raison des dégâts, certains bâtiments étant en ruines, des arbres ainsi que des fils électriques et téléphoniques jonchant les rues.
Deux autres tornades EF-1 ont aussi été confirmées à London (Ontario). Elles ont frappé des corridors de 4 à 6 km de longueur et de 400 mètres de largeur, arrachant des toits, renversant des arbres et l'une d'elles est passée juste à côté du centre de loisirs communautaire de Stronach,.

## Aide
Le premier ministre canadien, Justin Trudeau, a offert une aide fédérale aux communautés gravement touchées.
Le gouvernement du Québec a annoncé que les prestataires d’aide sociale affectés par les pannes électriques de plus de 24 heures étaient admissibles à une aide de 75 $ par personne avec un maximum de 300 $ par famille.
Des monteurs de lignes venus du Nouveau-Brunswick et des régions non touchées de l'Ontario et du Québec, sont venus prêter main-forte aux équipes des zones sinistrées pour remettre le réseau électrique en fonction. Le 30 mai, Hydro Québec a annoncé qu'il restait moins de 5 000 clients privés d’électricité au Québec, soit moins de 1 % du nombre initial. En Ontario, c’est un peu plus de 8 700 clients qui étaient dans la même situation, la plupart dans l’est de la province.